# Paradou
Paradou település Franciaországban, Bouches-du-Rhône megyében. Lakosainak száma 2181 fő (2022. január 1.). Paradou Arles, Les Baux-de-Provence, Fontvieille, Maussane-les-Alpilles és Saint-Martin-de-Crau községekkel határos.

## Népesség
A település népességének változása:
| Lakosok száma | 526  | 809  | 926  | 1263 | 1750 | 1936 | 2023 | 2110 | 2145 | 2181 |
|               | 1968 | 1982 | 1990 | 2006 | 2013 | 2015 | 2017 | 2019 | 2020 | 2022 |